# Пемба Дордже
Пемба Дордже (непальск. पेम्दोर्जी शेर्पा, англ. Pemba Dorjie, также Dorje или Dorji) – непальский шерпа, альпинист, установивший мировой рекорд по скорости восхождения на высшую точку планеты – Эверест . 
23 мая 2003 года он достиг вершины за 12 часов и 46 минут, выйдя из базового лагеря возле ледника Кхумбу, и затратил 21 час на подъём и спуск вместе. Пемба Дордже вышел из Базового Лагеря в 17 часов 22 мая, а менее чем через сутки сотни людей встретили его там же у основания ледника Кхумбу, чтобы увидеть его возвращение с вершины с двумя рекордами . Однако это достижение было через три дня улучшено другим шерпой Лхакпа Гелу, который достиг вершины через 10 часов и 46 минут. Это достижение было официально подтверждено Министерством туризма Непала.
На следующий год 21 мая 2004 года Пемба Дордже побил этот рекорд более чем на два часа, взойдя на вершину за 8 часов и 10 минут. Такому достижению способствовали обстоятельства, сложившиеся в те дни: хорошая погода и то, что перед ним совершали восхождение около 90 альпинистов, которые проторили ему дорогу в снегу. Несмотря на то, что его конкурент поставил под сомнение время достижения вершины, Министерство туризма Непала после проведения расследования всех обстоятельств признало 
это достижение как мировой рекорд скоростного восхождения на Эверест.
Кроме альпинизма, Дордже также занимался общественной работой по улучшению качества жизни в его родной деревне Чянгба и других отдалённых деревнях Непала, добивался финансирования строительства там школ, больниц, водопровода и другой инфраструктуры.
Пемба Дорджде имеет сертификат горного проводника, выданный властями Непала. Также является активным членом «Американской ассоциации горных проводников» (англ. American Mountain Guides Association), «Американского альпийского клуба», «Непальской ассоциации альпинизма» (англ. Nepal Mountaineering Association) и «Ассоциации покорителей Джомолунгмы» (англ. Everest Summiteers Association).
Также он участвовал в «Континентальном походе» (англ. Continental Divide Trail) в США, организованном при поддержке «Ротари Интернешнл», прошёл 3100 миль от мексиканской до канадской границы.

## Свадьба на вершине Джомолунгмы
Второй раз Пемба Дордже поднимался на вершину Джомолунгмы вместе со своей подругой Мони Мулепати в составе экспедиции «Rotary Centennial Everest Expedition». 30 мая 2005 года Пемба и Мони достигли вершины, и там обменялись обручальными кольцами. Они стали первой в мире супружеской парой, чья женитьба состоялась на высочайшей вершине мира. Пемба и Мони также установили флаг организатора экспедиции — международной неправительственной организации «Ротари Интернешнл».
В настоящее время Пемба Дордже и его жена проживают в городе Энн-Арбор (штат Мичиган, США), совместно владеют магазином подарков «The Himalayan Bazaar» и туристическим агентством «Of Global Interest». Растят двух дочерей: Пелзом ('Pelzom') и Мезел ('Mezel').